# Festuca rechingeri
Festuca rechingeri är en gräsart som beskrevs av Evgenii Borisovich Alexeev. Festuca rechingeri ingår i släktet svinglar, och familjen gräs.
Artens utbredningsområde är Iran. Inga underarter finns listade i Catalogue of Life.